# Пиетро Малети
Пиетро Малети (24 май 1880 г. – 9 декември 1940 г.) е италиански бригаден генерал през Втората световна война.

## Кариера
- Главнокомандващ на 28-а дивизия Аоста.
- 1940 г. – Главнокомандващ на либийската 3-та дивизия, Северна Африка.
- 1940 г. – Главнокомандващ на либийска група.
- 1940 г. – Главнокомандващ на група Малети.
- 9 декември 1940 г. – Убит в началото на операция Компас.